# رنج (بازی ویدئویی)
رنج (به انگلیسی: Agony) یک بازی ویدئویی ساید اسکرولینگ و شوتم آپ است که در سال ۱۹۹۲ میلادی توسط شرکت Art & Magic تولید و به وسیله «سایگنوسیس» به‌طور انحصاری برای رایانه‌های آمیگا در اروپا منتشر گردید.

## گیم پلی و داستان بازی
این محصول، یک بازی دوبعدی شوتم آپ با پس زمینه و فضاهای فانتزی و سوررئال است. قهرمان بازی یک جغد (نماد شرکت سایگنوسیس) است که در مسیری طولانی (شش مرحله پر از دشمن و هیولاهای فراوان) در حال پرواز می‌باشد. این جغد می‌تواند دشمنان خود را در مسیر، با فرستادن اکوهای کشنده از سر راه برداشته و به آن‌ها ضربه بزند.
بر طبق کتابچه راهنمای رسمی این محصول، داستان بازی اینگونه نقل گردیده: «جادوگر بزرگ خورشیدی (اکانتروپسیس) به بهای از دست دادن جان خود، موفق به کشف «نیروی عظیم کهکشانی» می‌شود. او قبل از مرگش رمز و راز این نیروی عظیم را به شاگردانش (الستس و منتور) یاد می‌دهد. منتور از این نیرو برای مقاصد شیطانی خود استفاده کرده و الستس را تبدیل به یک جغد می‌کند، و اینک الستس در قامت یک جغد برای انتقام و رسیدن به «نیروی عظیم کهکشانی» باید از میان افراد و تله‌های منتور به سلامت بگذرد.»
به دلیل محدودیت‌های حافظه رم موجود در آمیگا، این بازی هیچ قسمتی برای معرفی داستان و قهرمان بازی ندارد.

## تکنولوژی
این بازی به خوبی از توانایی‌های رایانه آمیگا استفاده می‌کند، از جمله این قابلیت‌ها می‌توان به استفاده مناسب از میزان رنگ‌ها، استفاده از حالت گرافیکی هاف برایت برای خلق تصاویر بین مرحله‌های بازی، سه لایه گرافیکی به صورت موازی برای ایجاد پس زمینه لغزان مراحل و استفاده از پلت رنگ قابل جابجایی و پلت پس زمینه چشمک زن جهت شبیه سازی رنگ‌های بیشتر، اشاره کرد. این بازی بر روی سه عدد فلاپی دیسک منتشر و بر روی تمامی مدل‌های آمیگا قابل استفاده بود. موزیک استفاده شده در قسمت تیتر بازی، مانند بقیه موسیقی‌های تولید شده آمیگا با استفاده از سمپل‌های صوتی ساخته شده بود.

## موسیقی
تم موسیقی این بازی توسط «تیم رایت» تهیه شده و به صورت کلاسیک توسط پیانو نواخته می‌شود. این تم موسیقی توسط گروه موسیقی دیمو بورگیر و در قطعه Sorgens Kammer از آلبوم Stormblåst مورد استفاده قرار گرفت. البته این گروه از این موضوع اطلاع نداشت که این تم مربوط به «تیم رایت» و بازی «رنج» است و طی ماه‌ها مذاکره بین ویل رایت و دیمو بورگیر، در نهایت این گروه در ضبط مجدد آلبوم Stormblåst از این قطعه موسیقی استفاده نکرد.
موسیقی نهایی تیتراژ بازی مقدار کمی با نسخه‌ای که «تیم رایت» برای شرکت Art & Magic تهیه کرده بود، تفاوت داشت. Franck Sauer (طراح هنری بازی) به ویل رایت پیشنهاد بهبود قطعه ساخته شده با پیانو را داد و از او خواست اجازه تغییر آن را به او بدهد. «تیم رایت» با این امر موافقت کرد اما موفق نشد قطعه تغییر یافته را تا هنگامی که بازی به صورت کامل منتشر شد بشنود و نتیجه آن اشتباه‌هایی در پس و پیش شدن نت‌های موسیقی این قطعه در نسخه نهایی بود، این اشتباه توسط گروه موسیقی «دیمو بورگیر» نیز به همین شکل تکرار شده بود.

## تیم طراحی بازی
- طراح هنری: Frank Sauer, Marc Albinet[۹]
- برنامه نویس: Yves Grolet
- تهیه کننده: Steven Riding
- موسیقی تیتراژ: تیم رایت، مارتین وال
- طراحی لوگو و کاور بازی: راجر دین، تونی روبرتز

## بازتاب‌ها
این بازی به صورت انحصاری برای سری رایانه‌های آمیگا و فقط در اروپا منتشر گردید و بنابراین تعداد بازتاب محدودتری نسبت به بازی‌های دیگر داشت، اما با این وجود، نقدهای مثبتی از مجلات اختصاصی آمیگا دریافت کرد.